# Lisopil, Kostopil
Lisopil (în ucraineană Лісопіль) este un sat în comuna Mala Liubașa din raionul Kostopil, regiunea Rivne, Ucraina.

## Demografie
Componența lingvistică a localității Lisopil
     Ucraineană (98,54%)
     Rusă (1,46%)
Conform recensământului din 2001, majoritatea populației localității Lisopil era vorbitoare de ucraineană (98,54%), existând în minoritate și vorbitori de rusă (1,46%).